# Líder de la oposición (Perú)
El líder de la oposición en el Perú es una designación informal que se otorga al dirigente del partido político que cuenta con el mayor número de escaños y seguidores en el parlamento o que disfruta de un amplio apoyo popular, pero que no forma parte del gobierno actual. Habitualmente, se suele referir al líder de un partido que ha sido derrotado en las elecciones generales peruanas.

## Contexto
Una vez establecido el oncenio de Leguía, se pueden distinguir verdaderos líderes frente a la posición del gobierno como Víctor Raúl Haya de la Torre. Desde el gobierno de Alejandro Toledo, años después, la oposición suele estar relacionada con el partido político que posee escaños en el Congreso de la República.
Sin considerar a Haya de la Torre, la figura del líder de la oposición durante más años la ocupó Keiko Fujimori cuando fundó Fuerza Popular, quien posteriormente ha perdido apoyo político ante adversarios como Rafael López Aliaga. La conexión de algunos líderes opositores de derecha, incluidos Fujimori, López Aliaga y César Acuña, con la opinión pública ha sido objeto de debate y polémica, cuestionando la validez de su liderazgo.
Luego de las elecciones de 2021, Pedro Castillo contó con la oposición de Fuerza Popular y varios partidos políticos del Congreso, por lo que, desde su destitución en 2022, es una de las figuras representativas de la oposición al gobierno de su exvicepresidenta, Dina Boluarte. La líder de la izquierda progresista Verónika Mendoza, quien respaldó a Castillo en 2021, también se manifestó en contra de Boluarte.

## Líderes de la oposición (desde 1919)
| Imagen              | Nombre                            | Inicio                   | Término                 | Grupo parlamentario          | Gobierno                   | Ref.        |
| ------------------- | --------------------------------- | ------------------------ | ----------------------- | ---------------------------- | -------------------------- | ----------- |
|                     | José Pardo y Barreda              | 4 de julio de 1919       | 12 de octubre de 1919   | Partido Civil                | Leguía II                  |             |
|                     | Ántero Aspíllaga Barrera          | 12 de octubre de 1919    | 12 de octubre de 1924   | Partido Civil                | Leguía II                  |             |
|                     | Víctor Raúl Haya de la Torre      | 12 de octubre de 1924    | 12 de octubre de 1929   | Partido Aprista Peruano      | Leguía II                  |             |
|                     | José Carlos Mariátegui            | 12 de octubre de 1924    | 12 de octubre de 1929   | Partido Socialista Peruano   | Leguía II                  |             |
|                     | Luis Miguel Sánchez Cerro         | 12 de octubre de 1929    | 25 de agosto de 1930    | Unión Revolucionaria         | Leguía II                  |             |
|                     | Víctor Raúl Haya de la Torre      | 27 de agosto de 1930     | 30 de abril de 1933     | Partido Aprista Peruano      | Sánchez Cerro              |             |
|                     | Luis Antonio Eguiguren Escudero   | 11 de octubre de 1936    | 8 de diciembre de 1939  | Partido Social Demócrata     | Benavides II               |             |
|                     | Luis Alberto Flores Medina        | 11 de octubre de 1936    | 8 de diciembre de 1939  | Unión Revolucionaria         | Benavides II               |             |
|                     | José Quesada Larrea               | 8 de diciembre de 1939   | 28 de julio de 1945     | Frente Patriótico            | Prado Ugarteche I          |             |
|                     | Eloy Ureta Montehermoso           | 28 de julio de 1945      | 29 de octubre de 1948   | Unión Revolucionaria         | Bustamante y Rivero        |             |
|                     | Víctor Raúl Haya de la Torre      | 29 de octubre de 1948    | 28 de julio de 1956     | Partido Aprista Peruano      | Odría                      |             |
|                     | Héctor Cornejo Chávez             | 28 de julio de 1956      | 18 de julio de 1962     | Democracia Cristiana         | Prado Ugarteche II         |             |
|                     | Fernando Belaúnde Terry           | 28 de julio de 1956      | 18 de julio de 1962     | FNJD - Acción Popular        | Prado Ugarteche II         |             |
|                     | Víctor Raúl Haya de la Torre      | 18 de julio de 1962      | 3 de marzo de 1963      | Partido Aprista Peruano      | Pérez                      |             |
| 3 de marzo de 1963  | Víctor Raúl Haya de la Torre      | 28 de julio de 1963      | Lindley                 | Partido Aprista Peruano      |                            |             |
|                     | Manuel A. Odría                   | 28 de julio de 1963      | 3 de octubre de 1968    | Unión Nacional Odriísta      | Belaúnde I                 |             |
|                     | Víctor Raúl Haya de la Torre      | 28 de julio de 1963      | 3 de octubre de 1968    | Partido Aprista Peruano      | Belaúnde I                 |             |
|                     | Fernando Belaúnde Terry           | 3 de octubre de 1968     | 29 de agosto de 1975    | Acción Popular               | Velasco (I fase)           |             |
|                     | Juan Velasco Alvarado             | 29 de agosto de 1975     | 24 de diciembre de 1977 | Militar (Independiente)      | Morales Bermúdez (II fase) |             |
|                     | Víctor Raúl Haya de la Torre      | 25 de diciembre de 1977  | 2 de agosto de 1979     | Partido Aprista Peruano      | Morales Bermúdez (II fase) |             |
|                     | Fernando Belaúnde Terry           | 2 de agosto de 1979      | 28 de julio de 1980     | Acción Popular               | Morales Bermúdez (II fase) |             |
|                     | Armando Villanueva del Campo      | 28 de julio de 1980      | 9 de octubre de 1982    | Partido Aprista Peruano      | Belaúnde II                |             |
|                     | Alan García Pérez                 | 9 de octubre de 1982     | 28 de julio de 1985     | Partido Aprista Peruano      | Belaúnde II                | [ 6 ]       |
|                     | Alfonso Barrantes Lingán          | 28 de julio de 1985      | 19 de enero de 1989     | Izquierda Unida              | García I                   | [ 7 ]       |
|                     | Henry Pease García                | 19 de enero de 1989      | 28 de julio de 1990     | Izquierda Unida              | García I                   |             |
|                     | Mario Vargas Llosa                | 28 de julio de 1990      | 5 de abril de 1992      | Movimiento Libertad          | Fujimori                   |             |
|                     | Luis Bedoya Reyes                 | 5 de enero de 1993       | 28 de julio de 1995     | Partido Popular Cristiano    | Fujimori                   |             |
|                     | Javier Pérez de Cuéllar           | 28 de julio de 1995      | 28 de julio de 2000     | Unión por el Perú            | Fujimori                   |             |
|                     | Alejandro Toledo Manrique         | 28 de julio de 2000      | 22 de noviembre de 2000 | Perú Posible                 | Fujimori                   | [ 8 ] [ 9 ] |
|                     | Alberto Fujimori Fujimori (e. f.) | 22 de noviembre de 2000  | 28 de julio de 2001     | Perú 2000                    | Paniagua                   |             |
|                     | Alan García Pérez                 | 28 de julio de 2001      | 28 de julio de 2006     | Partido Aprista Peruano      | Toledo                     |             |
|                     | Lourdes Flores Nano               | 28 de julio de 2001      | 28 de julio de 2006     | Partido Popular Cristiano    | Toledo                     |             |
|                     | Ollanta Humala Tasso              | 28 de julio de 2006      | 28 de julio de 2011     | Partido Nacionalista Peruano | García II                  |             |
|                     | Keiko Fujimori Higuchi            | 28 de julio de 2011      | 28 de julio de 2016     | Fuerza Popular               | Humala                     |             |
| 28 de julio de 2016 | Keiko Fujimori Higuchi            | 23 de marzo de 2018      | Kuczynski               | Fuerza Popular               | [ 10 ]                     |             |
| 23 de marzo de 2018 | Keiko Fujimori Higuchi            | 30 de septiembre de 2019 | Vizcarra                | Fuerza Popular               | [ 11 ] [ 12 ]              |             |
|                     | Manuel Merino de Lama             | 16 de marzo de 2020      | Vizcarra                | 10 de noviembre de 2020      | Acción Popular             |             |
|                     | Julio Guzmán Cáceres              | 10 de noviembre de 2020  | 16 de noviembre de 2020 | Partido Morado               | Merino                     | [ 13 ]      |
|                     | Manuel Merino de Lama (e. f.)     | 16 de noviembre de 2020  | 27 de julio de 2021     | Acción Popular               | Sagasti                    |             |
|                     | Keiko Fujimori Higuchi            | 28 de julio de 2021      | 7 de diciembre de 2022  | Fuerza Popular               | Castillo                   |             |
|                     | Pedro Castillo                    | 7 de diciembre de 2022   | En funciones            | Independiente                | Boluarte                   | [ 14 ]      |